# پیرکانما

موقعیت پیرکانما در فنلاند

پیرکانما (فنلاندی: Pirkanmaa) یکی از منطقه‌های فنلاند است که هم‌مرز با منطقه‌های ساتاکونتا، تاواستیای اصلی، پی‌ینه تاواستیا، اوستروبوتنیای جنوبی و فنلاند مرکزی است.